# Sintesi di Corey-House
La sintesi di Corey-House, nota anche come reazione di Corey-Posner-Whitesides-House o con una diversa disposizione dei nomi citati, è una reazione organica in cui un litio dialchilcuprato (R2CuLi) detto reattivo di Gilman (in onore di Henry Gilman) reagisce con alogenuri alchilici per formare un alcano così come un non ben definito composto di organorame e un alogenuro di litio come sottoprodotti.
La reazione, scritta in breve, è la seguente:
Li+[R–Cu–R]– + R'–X → R–R' + "RCu" + Li+X–
In breve, un "carbanione mascherato" come un composto di organolitio o un reattivo di Grignard reagisce direttamente (senza il rame) con un alogenuro alchilico, tramite una reazione di sostituzione nucleofila, per formare un nuovo legame C-C. Tuttavia, al di là dell'uso di acetiluri metallici come nucleofili, questo processo raramente funziona a dovere a causa di reazioni di scambio metallo-alogeno e/o a causa della formazione di grandi quantità di sottoprodotti ottenuti per riduzione o eliminazione.
In veste di soluzione a questo problema, la reazione di Corey-House costituisce un metodo generale, e dalle alte rese, per unire due gruppi alchilici oppure un gruppo alchilico con uno arilico.
Si tratta di una reazione di accoppiamento (cross-coupling reaction) in cui il prodotto finale è un alcano formato dai due gruppi alchilici degli alogenuri impiegati. Per inciso, è stata la prima reazione di accoppiamento ad essere stata osservata e descritta.

## Storia
Questa reazione fu sviluppata da quattro chimici organici (all'epoca due dell'Università di Harvard e due del MIT) nella seconda metà degli anni Sessanta, con ulteriori modifiche nei primi anni Settanta del secolo scorso:
- Elias Corey e Gary Posner (di Harvard)
- Herbert House e il suo collega George M. Whitesides (MIT)

## Obiettivo
L'obiettivo di questa reazione di sintesi è piuttosto vasto. Una vasta gamma di litio dialchilcuprati (R2CuLi, R = gruppo alchilico 1°, 2°, o 3°, arilico o alchenilico) e alogenuri (RX, R = metile, benzile, allile, 1°, o alchile ciclico 2°, arilico o alchenilico e X = Br, I, OTs oppure OTf; X = Cl è poco usato) va incontro a questa reazione. La reazione di solito avviene a temperatura ambiente o inferiori, in un solvente etereo. A causa della grande quantità di partner impiegabili, la tolleranza verso certi gruppi funzionali (non funziona con il C=O di aldeidi e chetoni) e la semplicità operativa, la sintesi di Corey-House è una tecnica pratica e notevole per sintetizzare complesse molecole organiche.
Vi sono però dei limiti. Alogenuri alchilici 2° o 3° ingombrati di solito non funzionano o danno i prodotti desiderati in basse quantità. Per di più, gli alchinilcuprati sono in genere inerti nelle condizioni operative usuali. Questa reazione, infine, non funziona se si tenta di unire due gruppi arilici (per esempio, due anelli benzenici) e in questo caso si preferisce ricorrere a reazioni di catalisi con metalli di transizione quali il palladio.

## Meccanismo di reazione
La reazione di Corey-House vera e propria è preceduta da due stadi preliminari in cui si prepara il richiesto reagente di Gilman, partendo da un alogenuro alchilico. Nel primo passaggio, l'alogenuro alchilico viene trattato con litio metallico per preparare il reattivo di alchillitio, RLi. L'alogenuro di partenza nello stadio di litiazione può essere primario, secondario o terziario.
R–X + 2Li° → RLi + Li+X–
Nel secondo passaggio si prepara il litio dialchilcuprato (reagente di Gilman) a partire dall'alchilitio per reazione con lo ioduro rameoso (CuI). Si tratta di una reazione di transmetallazione.
2RLi + CuI → Li+[R–Cu–R]– + LiI
Nel caso in cui non si possa utilizzare alchillitio a causa di una incompatibilità con certi gruppi funzionali, si può ricorrere alla transmetallazione usando altri metalli (per esempio Mg, Zn, Al, B).
La sintesi di Corey-House vera e propria, comunque, è una reazione che coinvolge organorame e organolitio. Il passaggio finale è il seguente: 
Li+[R–Cu–R]– + R'–X → R–R' + "RCu" + LiX

Dalla stechiometria è evidente che un equivalente di R va perso in forma di una specie di alchil-rame non ben definita (nel senso che potrebbe essere anche polimerica e che di solito viene riconvertita ad alcano RH tramite un work-up acquoso). Per evitare che ciò accada quando R è prezioso o comunque una molecola che si sintetizza con difficoltà, si può preparare un reagente di formula (R)(RU)CuM, dove RU è un legando debole non trasferibile (tipo ciano, alchinile, 2-tienile ecc...).
È importante notare che quando R e R' (cioè i gruppi alchilici delle due molecole di alogenuro usate) sono diversi, si ottiene soltanto il prodotto incrociato R-R' (da qui il nome di reazione di accoppiamento incrociato/a). I composti R-R o R'-R', ovvero alcani simmetrici, non si ottengono in quantità significative. Se si è interessati ad essi si deve ricorrere ad altre reazioni di accoppiamento (tipicamente alla reazione di Wurtz).
Nel caso dei bromuri alchilici e dei tosilati, l'inversione di configurazione si osserva quando un elettrofilo alchilico configurazionalmente puro viene utilizzato. Si ritiene che la reazione proceda attraverso un meccanismo tipo SN2 per dare composti di rame (III), che poi vanno incontro a eliminazione riduttiva per fornire il prodotto finale. Quando si utilizzano ioduri alchilici, lo scambio di configurazione è accompagnato da prodotti di ciclizzazione.
È importante notare che affinché questa reazione abbia successo, il partner alogenuro-alchilico deve essere metilico, benzilico, allilico, un cicloalchile 1° o 2°, dal momento che gli elettrofili 3° tendono a dare risultati scarsi. Tuttavia, gli ioduri arilici e i triflati, che normalmente non subiscono sostituzione nucleofila in assenza di un metallo di transizione, possono altrettanto essere utilizzati come partner per l'accoppiamento.

## Versione catalitica
Nel 1971 Jay Kochi riportò che i reattivi di Grignard e i bromuri alchilici possono essere accoppiati usando una quantità catalitica di litio tetraclorocuprato (II), un processo che fu poi esteso in seguito agli alchil-tosilati grazie agli studi di Schlosser e Fouquet. Nel processo catalitico, il reattivo di Grignard va incontro a transmetallazione con il sale o complesso di rame per generare un organocuprato come intermedio catalitico, che poi va incontro alla reazione con l'elettrofilo alogenuro per formare il prodotto di accoppiamento e rilasciare il rame, completando così il ciclo catalitico.
Più di recente si è visto che usando TMEDA come ligando per il rame e metossido di litio come base, è ora possibile accoppiare reattivi di Grignard 1°, 2° e 3° con bromuri alchilici 1° e 2° e coi tosilati, ottenendo prodotti in alte rese con una stereo-inversione quasi esclusiva.
La reazione rivisitata da Kochi prende il nome di reazione di accoppiamento di Kochi-Schlosser.